# 엘세메테 카쇠에

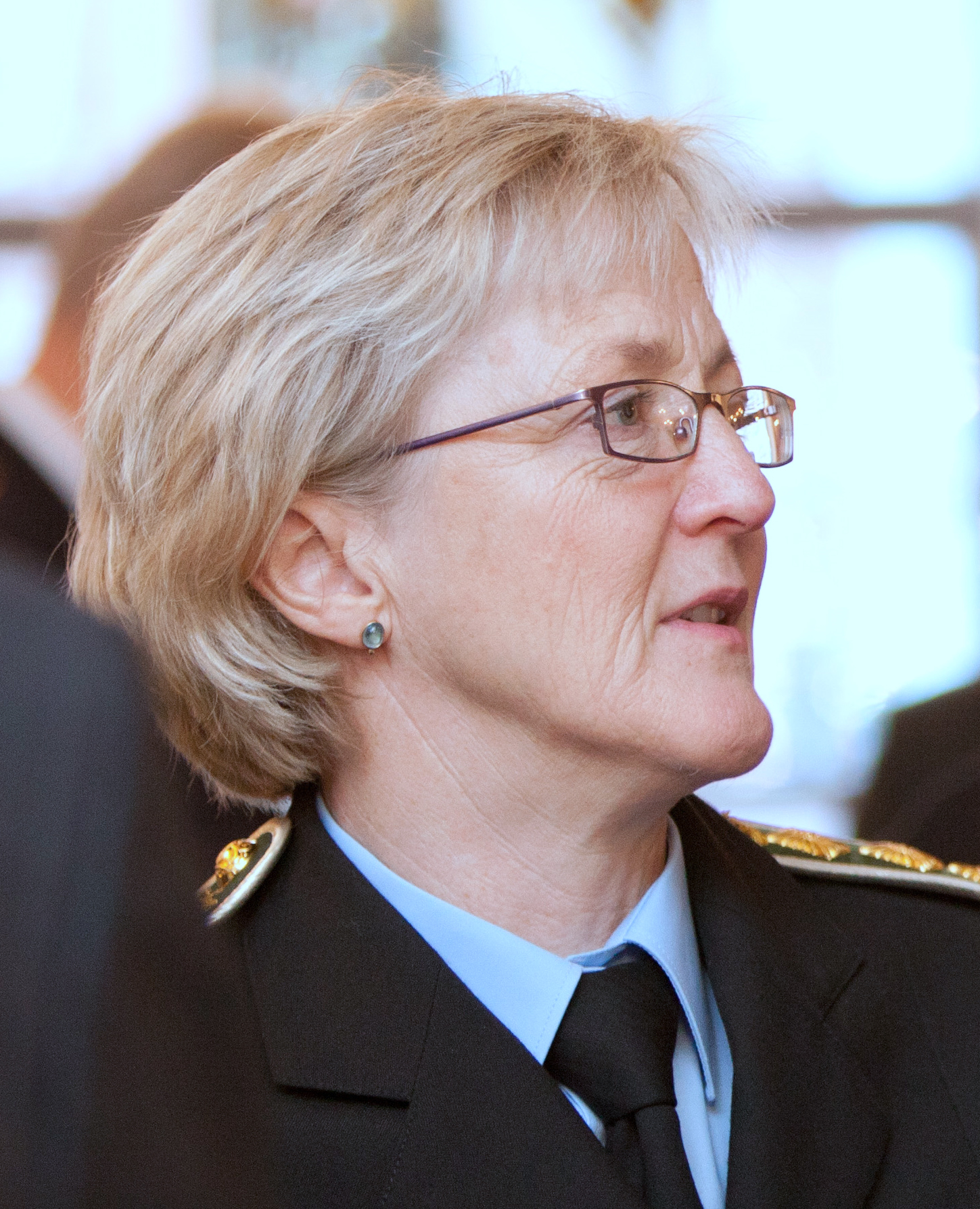
엘세메테 카쇠에

엘세메테 카쇠에 라쇼우(덴마크어: Elsemette Cassøe Raaschou, 1953년 11월 7일 올보르 ~ )는 덴마크의 경찰관이다.
1972년 올보르 고등학교를 졸업했으며 1977년에는 오르후스 대학교 법학과를 졸업했다. 1981년부터 올보르 법무 당국에서 근무했고 뢰그스퇴르(Løgstør) 경찰서, 호브로(Hobro) 경찰서에서 경찰관으로 근무했다. 1993년부터 올보르 경찰청 보좌관으로 근무했으며 1998년에는 홀스테브로 경찰서장으로 근무했다. 2009년부터는 북윌란 경찰청 경찰서장으로 근무했다.